# Wit-Russische parlementsverkiezingen 2012
Op 23 september 2012 vonden er parlementsverkiezingen in Wit-Rusland plaats.

## Uitslag
| Partij                                              | Stemmen   | %    | Zetels | +/- |
| --------------------------------------------------- | --------- | ---- | ------ | --- |
| Communistische Partij van Wit-Rusland               |           |      | 3      | –3  |
| Agrarische Partij                                   |           |      | 1      | 0   |
| Republikeinse Partij van de Arbeid en Gerechtigheid |           |      | 1      | +1  |
| Alle andere partijen                                |           |      | 0      | 0   |
| Onafhankelijken                                     |           |      | 104    | +1  |
| Vacant                                              | –         | –    | 1      | –   |
| Tegen iedereen                                      |           |      | –      | –   |
| Ongeldige/blanco stemmen                            |           |      | –      | –   |
| Totaal                                              |           | 100  | 110    | 0   |
| Opkomst                                             | 7.078.809 | 74,2 | –      | –   |
| Bron: IPU Parties and Elections in Europe           |           |      |        |     |